# Мала літера
Мала́ лі́тера — термін в орфографії і в галузі поліграфічного оформлення й виконання видань. Визначає розмір і форму літери.
У кириличній абетці малими літерами є а, б, в тощо, великими — А, Б, В тощо, в латинській абетці малими літерами є a, b, c тощо, великими — A, B, C тощо.
У деяких писемностях, наприклад грузинській (ა, ბ, გ) та арабській (ب ,ت, ج), немає розрізнення букв на великі та малі.